# Penglai Shan
El monte Penglai (en chino tradicional, 蓬萊山; en chino simplificado, 蓬莱山; pinyin, Pénglái shān), a veces llamado isla Penglai (en chino tradicional, 蓬萊仙島; en chino simplificado, 蓬莱仙岛; pinyin, Pénglái xiāndǎo), es una tierra mística de la mitología china. La leyenda pasó a Japón, donde fue el origen del mito de Hōrai (蓬莱 Hōrai?).

## Localización
De acuerdo a Shan Hai Jing, la montaña se encontraba en una isla al este del mar de Bohai junto a otras cuatro islas donde moraban los inmortales. Estas eran Fāngzhàng (方丈), Yíngzhōu (瀛州), Dàiyú (岱輿) y Yuánjiāo (員嬌).
Aunque existe una ciudad de Penglai en Shandong, China, es desconocido si se corresponde con el origen de las leyendas. Ello no impide a la ciudad reclamar ser el lugar del mito y se suele mencionar una cierta región de la ciudad como el punto de desembarco de los ocho inmortales. Otras veces se dice que la montaña se puede ver en alguno de los frecuentes espejismos que genera el mar.
Teorías más minoritarias sitúan la isla en Taiwán, la isla Jeju o Japón (lo que convertiría Penglai en el monte Fuji).

## En la mitología china
En la mitología china, la isla suele ser considerada la sede de los ocho inmortales, o al menos el lugar al que viajan para tomar un banquete con el mago Anqi Sheng. Supuestamente, todo en la montaña parece blanco con palacios de oro y platino y árboles en los que crecen joyas.
No se conoce el dolor ni el invierno en la isla y los boles de arroz y vasos de vino no se vacían nunca, sin importar cuánta gente los tomen. Frutas mágicas crecen en Penglai con poderes curativos capaces de curar cualquier enfermedad, dar la juventud eterna o incluso resucitar a los muertos.
Qin Shi Huang, buscando el elixir de la vida, intentó encontrar la isla. Las leyendas también cuentan como Xu Fu, su sirviente enviado para hallar la isla, descubrió Japón en su lugar.

## En la mitología japonesa
Lafcadio Hearn dice del monte Hōrai en su Kwaidan: Stories and Studies of Strange Things algo diferente del mito original chino. En su versión, que no es completamente fiel a la imagen del Horai en la época Meiji y Tokugawa, desaparecen muchos de los poderes fantásticos y mágicos del monte. Así, Hōrai no está libre del pesar ni la muerte y los inviernos son amargamente fríos. No hay frutas mágicas que curen enfermedades o den la vida eterna ni manjares inagotables.
El Hōrai de Hearn se centra más en la atmósfera del sitio, que contiene "quintillones de quintillones" de almas. Respirar esas almas da acceso a todo el conocimiento y recuerdos de esas almas antiguas. La versión japonesa sostiene que los habitantes de Hōrai son pequeños hadas, cuyos corazones no han crecido nunca al no tener conocimiento del mal.
En el Kwaidan, se indica que tal lugar parece ser una mera fantasía. Literalmente se dice que "Hōrai es llamado también Shinkiro, que significa espejismo — la visión de lo imposible".
Aun así, el uso de Hōrai en el arte y literatura japoneses durante el periodo Tokugawa (1615-1868) muestra una versión alejada de la reinterpretación de Hearns, influido por su contexto victoriano.[cita requerida]